# Maria Milagros Ortells Gimeno
Maria Milagros Ortells Gimeno  (29. listopadu 1882, Valencie – 20. listopadu 1936, Paterna) byla španělská římskokatolická řeholnice Řádu klarisek-kapucínek a mučednice. Katolická církev jí uctívá jako blahoslavenou.

## Život
Narodila se 29. listopadu 1882 ve Valencii jako třetí a poslední dcera Enriqua Ortellse a Dolores roz. Gimeno. Pokřtěna byla o den později ve farnosti svatého Jana Křtitele. Během svého dětství projevovala velkou zbožnost. Jednou ji např. matka našla, když vdechovala zápach, a tím činila pokání. V kostele sedívala na podlaze.
Dne 9. října 1902 vstoupila ke klariskám-kapucínkám ve Valencii. V klášteře plnila funkci ošetřovatelky, refektářky, sakristánky a novic mistrině. Byla velmi dobročinná a svým spolusestrám nabízela jakoukoliv pomoc. Při půlnočním matutinu vždy zůstávala déle v modlitbě než ostatní. Nazývali ji "malou světicí". Chovala velkou lásku k Nejsvětější svátosti a Neposkvrněnému početí Panny Marie.
Po vypuknutí španělské občanské války a počátku pronásledování katolické církve roku 1936 se uchýlila do domu své sestry Marie ve Valencii a poté do domu na ulici Maestro Chapí. Zde byla 20. listopadu zajata milicionáři a zastřelena na místě zvaném Picadero de Paterna. Spolu s ní bylo zabito 17 řeholnic z kongregace Sester křesťanské doktríny, mezi nimiž byla Ángeles Lloret Martí. Tyto sestry byly blahořečeny 1. října 1995. Pohřbena byla na hřbitově ve Valencii. Dne 30. dubna 1940 byly její ostatky exhumovány a přeneseny do kapucínského kláštera.

## Proces blahořečení
Dne 17. prosince 1957 byl ve valencijské arcidiecézi zahájen její proces blahořečení. Do procesu bylo zařazeno také dalších dvanáct kapucínů, čtyři klarisky-kapucínky a jedna bosá augustiniánka.
Dne 20. prosince 1999 uznal papež Jan Pavel II. jejich mučednictví. Blahořečeni byli 11. března 2001.